# Alexander Blessig
Alexander Blessig (* 15. November 1993 in Berlin) ist ein deutsch-kuwaitischer Basketballspieler. Blessig stand zuletzt beim SSV Lokomotive Bernau unter Vertrag. Er ist 1,89 Meter groß und besetzt die Position des Aufbauspielers.

## Karriere
Blessig begann seine Karriere beim FC Bayern München im Alter von zwölf Jahren. Nach drei Jahren in der Jugend des FC Bayern München wurde Alexander Blessig zum besten Liganeuling der NBBL ernannt. Zur Saison 2010/11 wurde er vom damaligen Nationaltrainer Dirk Bauermann in den ProA-Kader des FC Bayern München berufen, mit dem der Aufstieg in die Basketball-Bundesliga direkt gelang. In dieser Saison spielte Blessig bereits als 16-Jähriger neben deutschen Basketballgrößen wie Demond Greene, Steffen Hamann oder Robert Garrett.
In der Saison 2011/12 spielte Blessig bei Alba Berlin in der NBBL und in der zweiten Herrenmannschaft in der ProB. Er stand auch im Bundesliga-Aufgebot der Hauptstädter, wurde in der höchsten deutschen Spielklasse jedoch nicht eingesetzt. Nach einem Jahr in Berlin wechselte er zur Saison 2012/13 an die Florida Gulf Coast University (NCAA Division I) in Fort Myers (US-Bundesstaat Florida), mit der er das Sweet16 der NCAA-Playoffs erreichte, jedoch nur geringe Spielanteile verbuchte. Nach der Saison bei FGCU wechselte Blessig an das Rollins College (NCAA Division II), wo er seinen Bachelor-Abschluss im Fach internationale Wirtschaft mit Magna cum laude erlangte und drei Jahre lang für die „Tars“ genannte Basketballmannschaft der Hochschule spielte. Durch vermehrte Spielanteile schaffte er es, seine Statistiken in der Saison 2014/15 auf 11,8 Punkte sowie 3,8 Assists und 3,5 Rebounds pro Begegnung zu steigern. Für seine Leistungen wurde Blessig unter anderem in das Capital One Academic All-District Team berufen.
Seit der Saison 2016/17 spielt Blessig beim deutschen Rekordmeister Bayer Giants Leverkusen, für die er in der Saison 2018/19 erstmals als Kapitän auftrat. In der Saison 2017/18 stand Blessig erstmals regelmäßig in der Startaufstellung der Mannschaft und kam im Schnitt auf 8,3 Punkte und 3,9 Assists pro Spiel. Im Spieljahr 2018/19 gewann er mit den Rheinländern den Meistertitel in der 2. Bundesliga ProB. An diesem Erfolg war Blessig in 29 Einsätzen im Laufe der Saison mit Mittelwerten von 8,8 Punkten, 3,3 Korbvorlagen sowie 3,1 Rebounds beteiligt.
In der Sommerpause 2019 wechselte Blessig zum SSV Lokomotive Bernau (2. Bundesliga ProB) und begann nach abgeschlossenem Wirtschaftsstudium gleichzeitig in Berlin seine berufliche Laufbahn. Im Januar 2020 zog er nach Kuwait, dessen Staatsbürgerschaft er besitzt.

## Nationalmannschaft
2009 wurde Blessig in die U16-Nationalmannschaft des Deutschen Basketball Bundes berufen. Im Jahr 2013 startete er für die U20-Nationalmannschaft des Deutschen Basketball Bundes bei der FIBA-Europameisterschaft in Estland.

## Statistiken

### Pro B

#### Hauptrunde
| Saison  | Team       | G  | MIN   | 2P%  | 3P%  | FT%  | TR  | AS  | ST  | BL  | PTS  |
| ------- | ---------- | -- | ----- | ---- | ---- | ---- | --- | --- | --- | --- | ---- |
| 2016/17 | Leverkusen | 22 | 24:12 | 44.4 | 27.9 | 53.6 | 3.6 | 4.1 | 1.4 | 0.1 | 8.0  |
| 2017/18 | Leverkusen | 21 | 24:02 | 46.5 | 28.9 | 81.6 | 3.4 | 4.1 | 1.3 | 0.0 | 8.4  |
| 2018/19 | Leverkusen | 20 | 20:38 | 56.1 | 50.9 | 73.1 | 2.9 | 2.9 | 0.9 | 0.1 | 8.9  |
| 2019/20 | Bernau     | 15 | 28:36 | 44.6 | 30.7 | 86.2 | 3.9 | 4.5 | 1.5 | 0.2 | 13.9 |

#### Playoffs
| Saison  | Team       | G | MIN   | 2P%  | 3P%  | FT%   | TR  | AS  | ST  | BL  | PTS |
| ------- | ---------- | - | ----- | ---- | ---- | ----- | --- | --- | --- | --- | --- |
| 2016/17 | Leverkusen | 2 | 20:55 | 40.0 | 33.3 | 0.0   | 3.5 | 2.0 | 1.0 | 0.0 | 3.5 |
| 2017/18 | Leverkusen | 3 | 23:27 | 25.0 | 60.0 | 100.0 | 3.3 | 2.7 | 2.3 | 0.3 | 7.7 |
| 2018/19 | Leverkusen | 9 | 20:38 | 57.1 | 28.6 | 68.2  | 3.4 | 4.4 | 0.8 | 0.1 | 8.6 |